# سیارک ۸۴۶

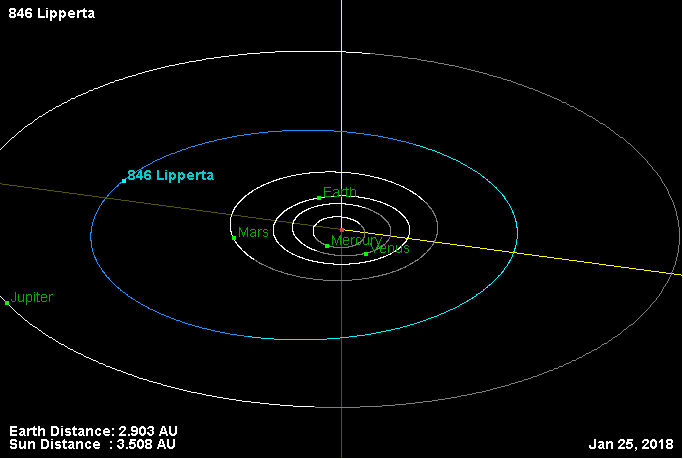
نمایی از محل قرارگیری سیارک ۸۴۶ در مدار – ۲۰۱۸

سیارک ۸۴۶ (به انگلیسی: 846 Lipperta، نامگذاری:1916AT) هشتصد و چهل و ششمین سیارک کشف شده‌است که در ۲۶ نوامبر ۱۹۱۶ کشف شد.
قدر مطلق سیارک برابر ۱۰٫۲۶ است.